# Alan Alda
Alan Alda (født 28. januar 1936 som Alphonso Joseph D'Abruzzo) er en amerikansk skuespiller, forfatter, instruktør og somme tider politisk aktivist. Hans far var den kendte skuespiller Robert Alda (født Alphonso Giuseppe Giovanni Roberto D'Abruzzo). Navnet Alda er en sammentrækning af Alphonso og D'Abruzzo.
Alan Alda er mest kendt for sin optræden i tv-serien M*A*S*H. Han er blevet nomineret til en Oscar for bedste birolle for sin optræden i filmen The Aviator.
Han blev tildelt en Razzie for værste birolle for sin medvirken i Whispers in the Dark for 1992.
Ifølge Reuters 1. august 2018 har Allan Alda fået konstateret Parkinsons.[kilde mangler]

## Medvirken i film
| År   | Titel                      | Rolle                                  | Noter                    |
| ---- | -------------------------- | -------------------------------------- | ------------------------ |
| 1963 | Gone Are the Days!         | Charlie Cotchipee                      |                          |
| 1968 | Paper Lion                 | George Plimpton                        |                          |
| 1969 | The Extraordinary Seaman   | Lt. Morton Krim                        |                          |
| 1970 | Jenny                      | Delano                                 |                          |
| 1970 | The Moonshine War          | John W. Martin                         |                          |
| 1971 | The Mephisto Waltz         | Myles Clarkson                         |                          |
| 1972 | To Kill a Clown            | Major Evelyn Ritchie                   |                          |
| 1978 | Same Time, Next Year       | George Peters                          |                          |
| 1978 | California Suite           | Bill Warren                            |                          |
| 1979 | The Seduction of Joe Tynan | Joe Tynan                              | Også manus               |
| 1981 | De fire årstider           | Jack Burroughs                         | Også manus og instruktør |
| 1986 | Sweet Liberty              | Michael Burgess                        | Også manus og instruktør |
| 1988 | A New Life                 | Steve Giardino                         | Også manus og instruktør |
| 1989 | Crimes and Misdemeanors    | Lester                                 |                          |
| 1990 | Betsy's Wedding            | Eddie Hopper                           | Også manus og instruktør |
| 1992 | Whispers in the Dark       | Leo Green                              |                          |
| 1993 | Manhattan Murder Mystery   | Ted                                    |                          |
| 1994 | White Mile                 | Dan Cutler                             |                          |
| 1995 | Canadian Bacon             | President of the United States         |                          |
| 1996 | Flirting with Disaster     | Richard Schlichting                    |                          |
| 1996 | Everyone Says I Love You   | Bob Dandridge                          |                          |
| 1997 | Murder at 1600             | National Security Advisor Alvin Jordan |                          |
| 1997 | Mad City                   | Kevin Hollander                        |                          |
| 1998 | The Object of My Affection | Sidney Miller                          |                          |
| 1999 | Keepers of the Frame       | sig selv                               | Dokumentar               |
| 2000 | What Women Want            | Dan Wanamaker                          |                          |
| 2004 | The Aviator                | Owen Brewster                          |                          |
| 2007 | Resurrecting the Champ     | Ralph Metz                             |                          |
| 2008 | Diminished Capacity        | Uncle Rollie Zerbs                     |                          |
| 2008 | Flash of Genius            | Gregory Lawson                         |                          |
| 2008 | Nothing but the Truth      | Albert Burnside                        |                          |
| 2011 | Tower Heist                | Arthur Shaw                            |                          |
| 2012 | Wanderlust                 | Carvin Wiggins                         |                          |
| 2015 | The Longest Ride           | Ira Levinson                           |                          |
| 2015 | Bridge of Spies            | Thomas Watters                         |                          |
| 2019 | Marriage Story             | Bert Spitz                             |                          |